# 도리화가
《도리화가》(桃李花歌)는 2015년에 개봉한 대한민국의 영화이다. 조선 최초의 여성 명창 진채선과 그의 스승 신재효의 이야기를 다루었다. 전국 약 31만 명의 관객을 동원하였다.

## 줄거리
1867년 조선 시대, 기생에게 길러진 고아 소녀 진채선은 우연히 판소리에 매료되어 판소리 학교 수업을 엿듣고 몰래 연습한다. 그녀는 판소리 선생인 신재효에게 제자가 되길 청하지만, 여자는 공개적으로 노래하거나 무대에 설 수 없다는 이유로 거절당한다. 이에 진채선은 남장을 하고 다시 한번 제자가 되려 하지만 또다시 거절당한다. 하지만, 흥선대원군이 전국 판소리 대회를 개최한다는 소식이 들리자 신재효는 마음을 바꿔 그녀를 제자로 받아들여 대회를 위한 혹독한 훈련을 시작한다. 진채선이 여자라는 사실이 발각되면 둘 다 죽음을 면치 못하는 상황 속에서, 비밀리에 훈련이 진행된다.
고된 훈련 끝에 진채선은 궁궐에서 춘향가를 공연하고, 그녀의 뛰어난 실력에 매료된 흥선대원군은 그녀를 궁에 머물게 한다. 한편, 스승인 신재효는 진채선에 대한 자신의 깊은 사랑을 깨닫고 그녀를 향한 그리움을 담아 '도리화가'라는 노래를 작곡한다.

## 캐스팅

### 주요 인물
- 류승룡 : 신재효 역
- 배수지 : 진채선 역
- 송새벽 : 김세종 역

### 그 외 인물
- 이동휘 : 송칠성 역
- 안재홍 : 고용복 역
- 이광복 : 길중 역
- 김태훈 : 오진사 역
- 한송희 : 방울이 역
- 김소진 : 진채선 모 역
- 박호산 : 진연청 관리 역
- 권범택 : 아첨관리 역
- 신철진 : 아첨관리 역
- 소희정 : 상궁 역
- 진선규 : 교지관리 역
- 황채원 : 어린 진채선 역
- 이유나 : 고창 꽃단장 기생 역
- 김남길 : 흥선대원군 역 (특별출연)
- 진희경 : 행수 역 (특별출연)
- 이채윤 : 동리정사 담벼락 계집 역